# 大船中継局
大船中継局（おおふなちゅうけいきょく）は、神奈川県鎌倉市に置かれている共建のテレビ中継局である。

## 概要
- 鎌倉市の大船観音付近、JR大船駅北西側の鎌倉市岡本二丁目4番地に置かれ、周辺地域をカバーエリアとする。
- 東京波等の混信対策により、近隣の平塚テレビ中継局同様、全局垂直偏波となっている。
- NHKとテレビ神奈川のみが運営し、在京民放各局は、アナログ中継局を置いていなかった。
- 在京民放各局は、アナログテレビ放送終了後にデジタル中継局を開局させた。

## 中継局概要

### デジタルテレビ放送
| リモコンキーID | 放送局名          | チャンネル | 空中線電力 | ERP  | 放送対象地域                                      | 放送区域内世帯数 | 偏波面   | 放送開始日    |
| 1              | NHK東京総合テレビ | 13ch       | 1W         | 5.8W | 関東広域圏 （茨城県、栃木県及び群馬県を含まない） | 40,567世帯       | 垂直偏波 | 2010年9月6日  |
| 2              | NHK東京教育テレビ | 15ch       | 1W         | 5.8W | 全国                                              | 40,567世帯       | 垂直偏波 | 2010年9月6日  |
| 3              | tvkテレビ神奈川   | 17ch       | 1W         | 5.8W | 神奈川県                                          | 40,567世帯       | 垂直偏波 | 2010年9月6日  |
| 4              | NTV日本テレビ     | 32ch       | 1W         | 5.4W | 関東広域圏                                        | 40,567世帯       | 垂直偏波 | 2011年10月1日 |
| 5              | EXテレビ朝日      | 40ch       | 1W         | 5.4W | 関東広域圏                                        | 40,567世帯       | 垂直偏波 | 2011年10月1日 |
| 6              | TBSテレビ         | 36ch       | 1W         | 5.4W | 関東広域圏                                        | 40,567世帯       | 垂直偏波 | 2011年10月1日 |
| 7              | TXテレビ東京      | 44ch       | 1W         | 5.4W | 関東広域圏                                        | 40,567世帯       | 垂直偏波 | 2011年10月1日 |
| 8              | CXフジテレビ      | 38ch       | 1W         | 5.4W | 関東広域圏                                        | 40,567世帯       | 垂直偏波 | 2011年10月1日 |

### アナログテレビ放送
| 放送局名          | チャンネル | 空中線電力        | ERP                | 放送対象地域 | 放送区域内世帯数 | 偏波面   |
| NHK東京教育テレビ | 34ch       | 映像10W /音声2.5W | 映像55W /音声13.5W | 全国放送     | 不明             | 垂直偏波 |
| NHK東京総合テレビ | 36ch       | 映像10W /音声2.5W | 映像55W /音声13.5W | 関東広域圏   | 不明             | 垂直偏波 |
| tvkテレビ神奈川   | 38ch       | 映像10W /音声2.5W | 映像55W /音声13.5W | 神奈川県     | 不明             | 垂直偏波 |

- NHKは1977年（昭和52年）、tvkは1988年（昭和63年）に開局し、2011年（平成23年）7月24日に廃止された。
- 正式局名は、NHKが「大船テレビ中継放送所」、tvkが「大船テレビ中継放送局」である。

## 歴史
- NHKとtvk
  - 2010年（平成22年）
    - 8月6日予備免許交付
    - 8月27日本免許交付
    - 9月6日本放送開始。
- 在京広域民放局
  - 2011年（平成23年）
    - 7月21日予備免許交付
    - 9月26日本免許交付
    - 10月1日本放送開始。

## 利用状況
- アナログ時代はNHKとtvkのみでtvkは開局が1988年（昭和63年）と後年であったことから、多くの受信世帯でNHKは関東広域局の東京タワーへ、tvkは一般住宅で湘南平へ、高層建築物で三ツ池公園それぞれアンテナを向けていた。
- デジタル放送の開始は、総務省地上デジタル放送難視地区対策計画により在京広域民放の5局は2011年（平成23年）10月1日と完全移行後で、完全移行以前に受信していた世帯も受信対象局を上記送信所へ移行した世帯も少なくない。

## 周辺
- 大船駅
- 大船観音寺